# Autosurfprogramma
Een autosurfprogramma was een type online-dienst waarmee geld kon worden verdiend. Het softwareprogramma liet met een bepaalde interval steeds nieuwe webpagina's zien. Bij sommige programma's moest na de intervaltijd (vaak dertig seconden) nog op een knop geklikt worden om naar de volgende site te gaan. Ebesucher, 12Dailypro en Autosurf waren voorbeelden van dergelijke programma's. 
De sites die gebruikers te zien kregen hadden zich allen aangemeld bij het autosurfprogramma. Door het bezoeken van websites ver kreeg men een financieel voordeel.